# 亞太國際地產
亞太國際地產（英語：Asia Pacific International Property）簡稱亞太國際、亞太地產或者國際聯銷平台，是一家全球營運總部設立在台灣的私人跨國企業，業務為房地產，資本總額210,000,000台幣。

## 主營業務
亞太國際地產經營業務以國際房地產為主。

## 大事記
- 2012年，亞太國際地產於台灣正式成立[4]。
- 2014年，亞太國際地產因高雄氣爆捐100萬[5]。
- 2014年，獲金峰獎[6]。
- 2015年，總部移至台北市南京東路三段[7]。
- 2016年，獲得三項ISO認證[8]。

- 2019年，吸金上億 亞太國際地產負責人50萬交保[9]。
- 2019年，捲入跨國不動產詐欺案，亞太國際地產負責人黃純萍訊後被諭令50萬元交保[10]。